# کلیله و دمنه
کَلیله و دِمنه نوشتهٔ ویشنا سرما کتابی است از اصل هندی که در دوران ساسانی به زبان پارسی میانه ترجمه شد. کلیله و دمنه کتابی پندآمیز است که در آن حکایت‌های گوناگون (بیشتر از زبان حیوانات) نقل شده‌است. نام کتاب از دو شغال به نام «کلیله» و «دمنه» گرفته شده که قصه‌های کتاب از زبان آن‌ها گفته شده‌است. بخش بزرگی از کتاب اختصاص به داستان این دو شغال دارد. اصل داستان‌های آن در هند و در حدود سال‌های ۵۰۰ تا ۱۰۰ پیش از میلاد به وقوع می‌پیوندند.
مجتبی مینوی دربارهٔ این کتاب می‌گوید: کتاب کلیله و دمنه از جمله آن مجموعه‌های دانش و حکمت است که مردمان خردمند قدیم گرد آوردند و «به هرگونه زبان» نوشتند و از برای فرزندان خویش به میراث گذاشتند و در اعصار و قرون متمادی گرامی می‌داشتند، می‌خواندند و از آن حکمت عملی و آداب زندگی و زبان می‌آموختند.
محمدتقی بهار در جلد دوم سبک‌شناسی درباره‌ی این کتاب نوشته: «در دنیای علم و ادب هیچ کتابی را سراغ نداریم که مانند این کتاب مستطاب در طول قرون و در نزد ملل مختلف و آداب گوناگون تا این اندازه دوام آورده و مقبول علما و انیس عامه و سرمشق اخلاق و راهنمای زندگی قرار گرفته باشد، و هنوز هم پس از سیزده چهارده قرن همچنان تازه و آوازه‌ی عام و خاص باشد.»

## اصل و تاریخچهٔ کتاب
کلیله و دمنه در واقع تألیفی است مبتنی بر چند اثر هندی که مهم‌ترین آن‌ها پنجه تنتره (به سانسکریت पञ्चतन्त्र؛ Panchatantra) به‌معنی پنج فصل و به زبان سانسکریت است که توسط فیلسوف بیدبا و به‌دستور پادشاه هندی دبشلیم نوشته شده‌است. در روایات سنتی برزویه «مهتر اطبّای پارس» در زمان خسرو انوشیروان را مؤلف این اثر می‌دانند. نام پهلوی اثر کلیلگ و دمنگ بود. صورت پهلوی این اثر هم‌اکنون در دست نیست و در طول سالیان از بین رفته‌است؛ اما ترجمه‌ای از آن به زبان سریانی امروز در دست است. این ترجمه نزدیک‌ترین ترجمه از لحاظ زمانی به تألیف برزویه است.∗

### ترجمه از پهلوی به عربی

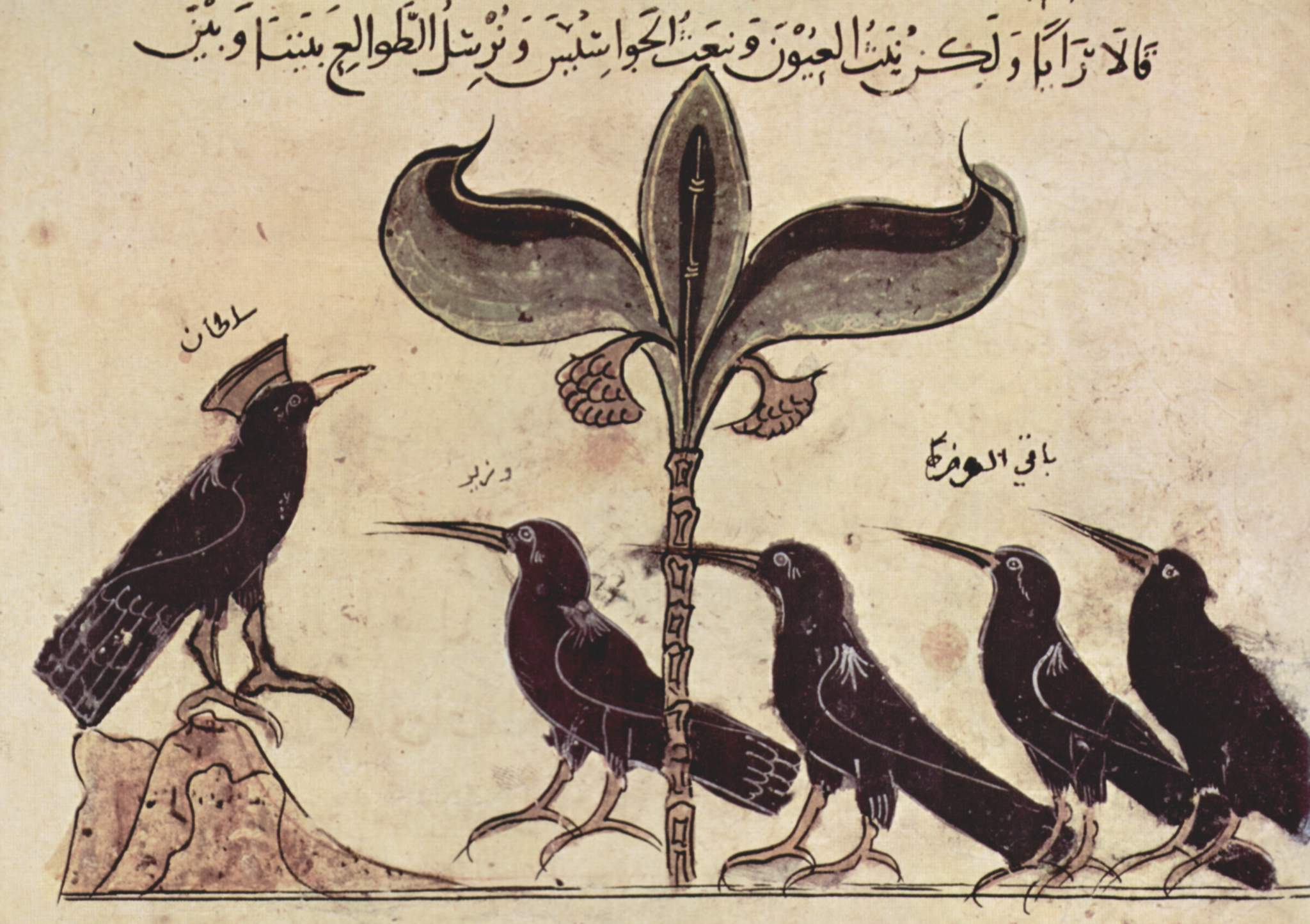
صفحه‌ای از نسخه‌ای از کلیله و دمنه به تاریخ ۱۲۱۰ میلادی.

پس از اسلام روزبه پوردادویه (ابن مقفع) آن را به عربی ترجمه کرد. ترجمهٔ ابن مُقَفّع بسیار مقبول افتاد و مظهری از فصاحت در زبان عربی تلقی شد. ترجمهٔ ابن مقفع امروز موجود است اما میان نسخ مختلف آن گاه تفاوت‌های زیادی دیده می‌شود.
ابن ندیم در الفهرست∗ کلیله و دمنه را در شمار «کتاب‌های هند در افسانه و اَسمار و احادیث» آورده‌است و دربارهٔ آن گوید:

کتاب کلیله و دمنه هفده باب است و گویند هجده باب بوده که عبدالله بن مقفع و دیگران آن را ترجمه کرده‌اند، و این کتاب به شعر هم درآورده شده، و این کار را ابان بن عبدالحمید بن لاحق بن عقیر رقاشی کرده‌است و علی بن داود نیز آن را به شعر درآورده، و بشر بن معمده ترجمه‌ای از آن دارد که پاره‌ای از آن در دست مردم است؛ و من در نسخه دیدم که دو باب اضافه داشت و شاعران ایرانی این کتاب را به شعر درآورده‌اند که از فارسی به عربی ترجمه شده‌است؛ و از این کتاب مجموعه‌ها و منتخباتی است که ساختهٔ گروهی مانند ابن مقفع و سهل بن هارون و سلم رئیس بیت‌الحکمه و… [است].

ترجمهٔ عربی ابن مقفع پایهٔ ترجمه‌های دیگر قرار گرفت و کتاب از عربی به فارسی، یونانی، ترکی، اسپانیایی، روسی، آلمانی ترجمه شد.

### ترجمه از عربی به فارسی

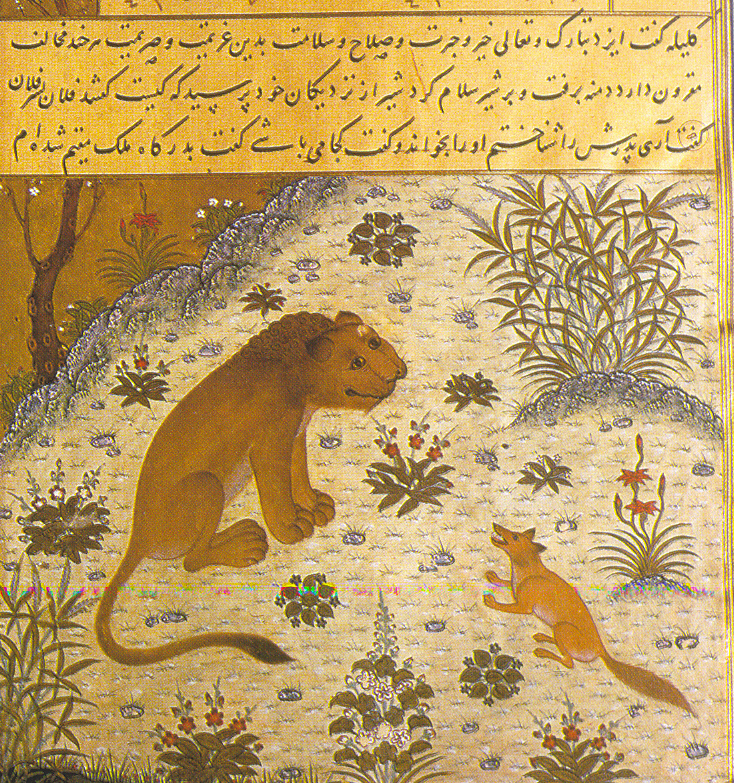
صفحه‌ای از نسخه‌ای از کلیله و دمنه به تاریخ ۱۴۲۹ میلادی از هرات.

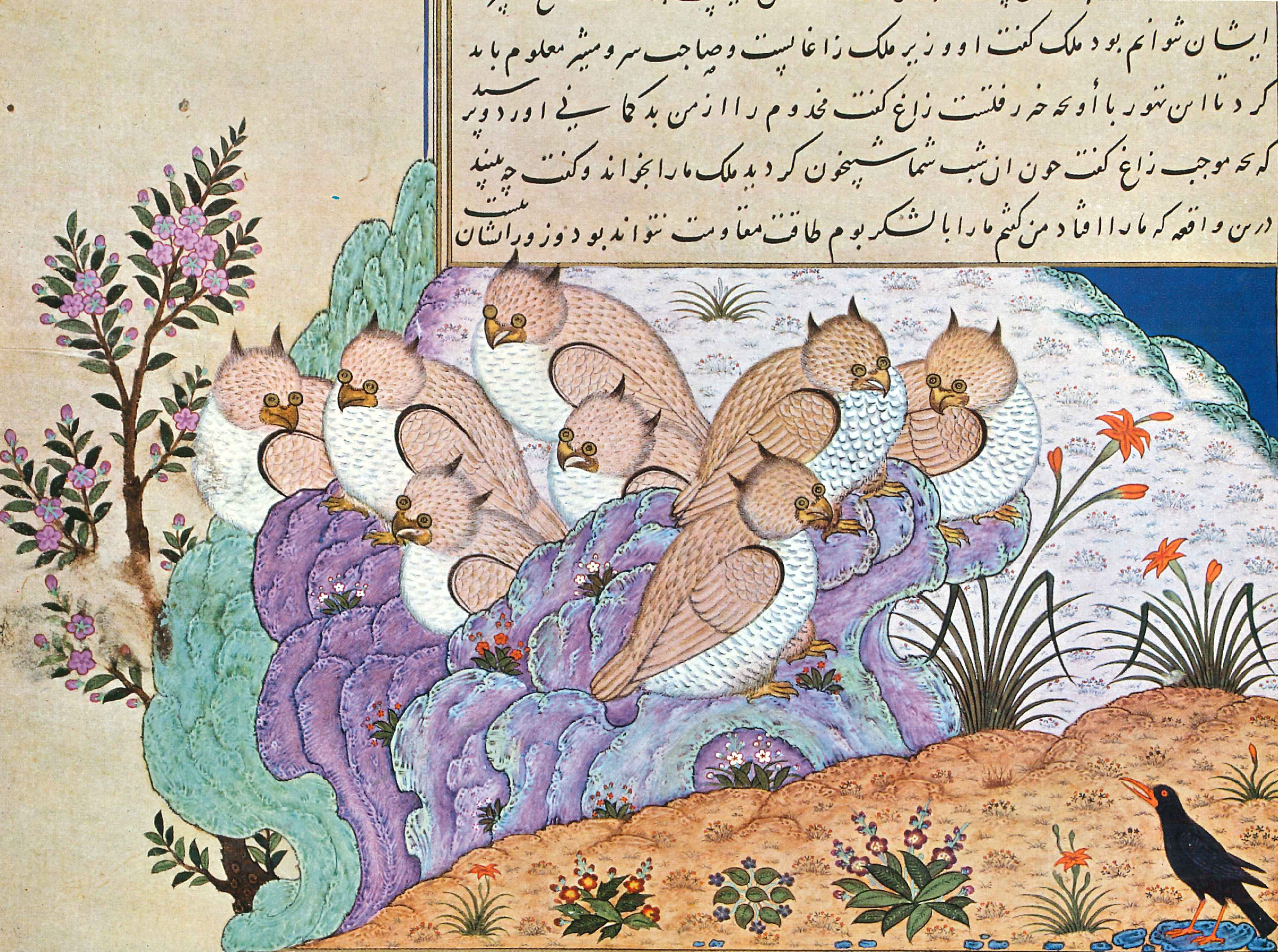
یک صفحه از یک نسخهٔ کتاب کلیله و دمنه، نزدیک ۱۴۳۰ میلادی، ترسیم‌شده در هرات.

کلیله و دمنه چندین بار از عربی به فارسی دری برگردانده شده‌است. از جمله به دستور نصر بن احمد سامانی، ابوالفضل بلعمی آن را به نثر فارسی برگرداند و سپس رودکی (در سال ۳۲۰ ق.) آن را به نظم درآورد. اما امروز ترجمهٔ بلعمی از بین رفته و از اثر رودکی جز چند بیت پراکنده باقی نمانده‌است.
در قرن ششم هجری یکی از دبیرهای دربار غزنوی، به نام نصرالله منشی (منشی بهرام‌شاه غزنوی) کلیله و دمنه را به فارسی برگردان کرد. این ترجمه ترجمه‌ای آزاد است و نصرالله هرجا لازم دانسته‌است ابیات و امثال بسیار از خود و دیگران آورده‌است. نصرالله منشی مقید به متابعت از اصل نبوده‌است و ترجمه و نگارشی آزاد ساخته و پرداخته‌است و آن را بهانه و وسیله‌ای کرده‌است برای انشای کتابی به فارسی که معرف هنر و قدرت او در نوشتن باشد. ترجمهٔ نصرالله منشی همان ترجمه‌ای است که از آن به‌عنوان کلیله و دمنه در زبان فارسی یاد می‌شود. گاه نیز آن را کلیله و دمنهٔ بهرامشاهی خوانند.
تا چند دهه پیش گمان می‌رفت که برگردان نصرالله منشی یگانه برگردان فارسی است که از کلیله و دمنه در دست است و کسی از برگردان دیگر این کتاب آگاهی نداشت، تا اینکه در سال ۱۹۶۱ در کتابخانهٔ توپقاپوسرای استانبول، برگردان فارسی دیگری از کلیله و دمنه به‌نام داستان‌های بیدپای پیدا شد. این برگردان را شخصی به‌نام محمد بن عبدالله بخاری انجام داده‌است که از زندگی او هیچ آگاهی در دست نیست و فقط از دیباچهٔ کتابش چنین برمی‌آید که از وابستگان دستگاه اتابکان حلب سوریه بوده‌است. شگفت است که بخاری برگردان خود را هم‌زمان با نصرالله منشی انجام داده‌است، بی‌آن‌که آن دو از کار یکدیگر باخبر باشند. اما از آن باارزش‌تر آن است که برگردان محمد بخاری، وارون نثر دشوار و سنگین نصراله منشی، بسیار روان و ساده است. برخلاف نصرالله منشی، محمد بخاری به عبارت‌پردازی نپرداخته و کاملاً به متن اصلی وفادار مانده‌است. خود نیز این موضوع را تصریح کرده‌است.*
البته پس از رودکی و پیش از این دو تن نیز ترجمه‌های زیادی از این اثر صورت گرفته بود ولی هیچ‌یک به دست ما نرسیده‌است. نصرالله منشی خود در دیباچهٔ ترجمه‌اش به این موضوع اشاره کرده‌است.*
آخرین تحریر کلیله و دمنه متعلق است به ابوالفضل علّامی ادیب پارسی‌گوی هندی. نثر این اثر روان و صحیح است. علامی به این ترجمه نام عیار دانش داده‌است.∗

### ترجمه از سانسکریت به فارسی
این نکته نیز جالب توجه است که یک بار نیز به فرمان پادشاه ادب‌دوست هند اکبرشاه همایون کتاب پنچه تنتره مستقیماً از سنسکریت به فارسی ترجمه شده‌است. مسئول این ترجمه شخصی بود به نام مصطفی خالقداد عباسی. به گفتهٔ او «حکم شد که هرچه خشک و تر در آن کتاب باشد به همان ترتیب رقم نماید تا قدر تفاوت اصل سخن و ترتیب آن و زیادتی و نقصان ظاهر گردد.»∗

### بازنویسی از فارسی به فارسی
ملا حسین کاشفی در قرن دهم هجری تصنیفی (بازنویسی‌ای) از روی کلیلهٔ بهرامشاهی ترتیب داد و نام اثر را انوار سهیلی گذاشت.
بعدها شیخ عبدالکریم سودایی دستگردی این کتاب را به صورت منظوم درآورد که این کتاب به همین نام در سال ۱۳۷۰ منتشر شد.
حسینعلی مددی دبیر بازنشستهٔ ادبیات فارسی شهرستان جیرفت طی ده سال از سال ۱۳۷۵ تا سال ۱۳۸۵ این کتاب را به نظم درآورد که در سال ۱۳۹۹ با نام گهرنامه یا کلیله و دمنهٔ منظوم در پانزده هزار بیت و ۶۲۴ صفحه به چاپ رسید این منظومه کاملاً منطبق بر نثر ابوالمعالی نصرالله منشی است و عیناً کلمات و اصطلاحات منبع در آن استفاده شده‌است.
| گُهرنامه حکیمی نکته‌سنج است   |  | که سالِ نظمِ آن هشتاد و پنج است |
| به روزِ بیست و هشتِ ماهِ اسفند |  | به پایان آمد این گنجینهٔ پند   |

نمونه‌ای از انشای ابوالمعالی نصرالله منشی و نظم موجود در گهرنامه:
مهمان را سخن او خوش آمد و خواست که آن لغت بیاموزد. نخست بر وی ثنا کرد و گفت: چشم بد دور باد! نه فصاحت ازین کامل‌تر دیده‌ام و نه بلاغت ازین بارع‌تر.
| مسافر چون ازو دید این توان را |  | بشد مفتون که آموزد زبان را   |
| نخست او را ثنا بنمود دلشاد    |  | بگفتا چشمِ بد دور از تو می‌باد |
| ندیدم اینچنین کامل فصاحت      |  | نه بارع‌تر ز تو اندر بلاغت    |

## باب‌های کلیله و دمنه

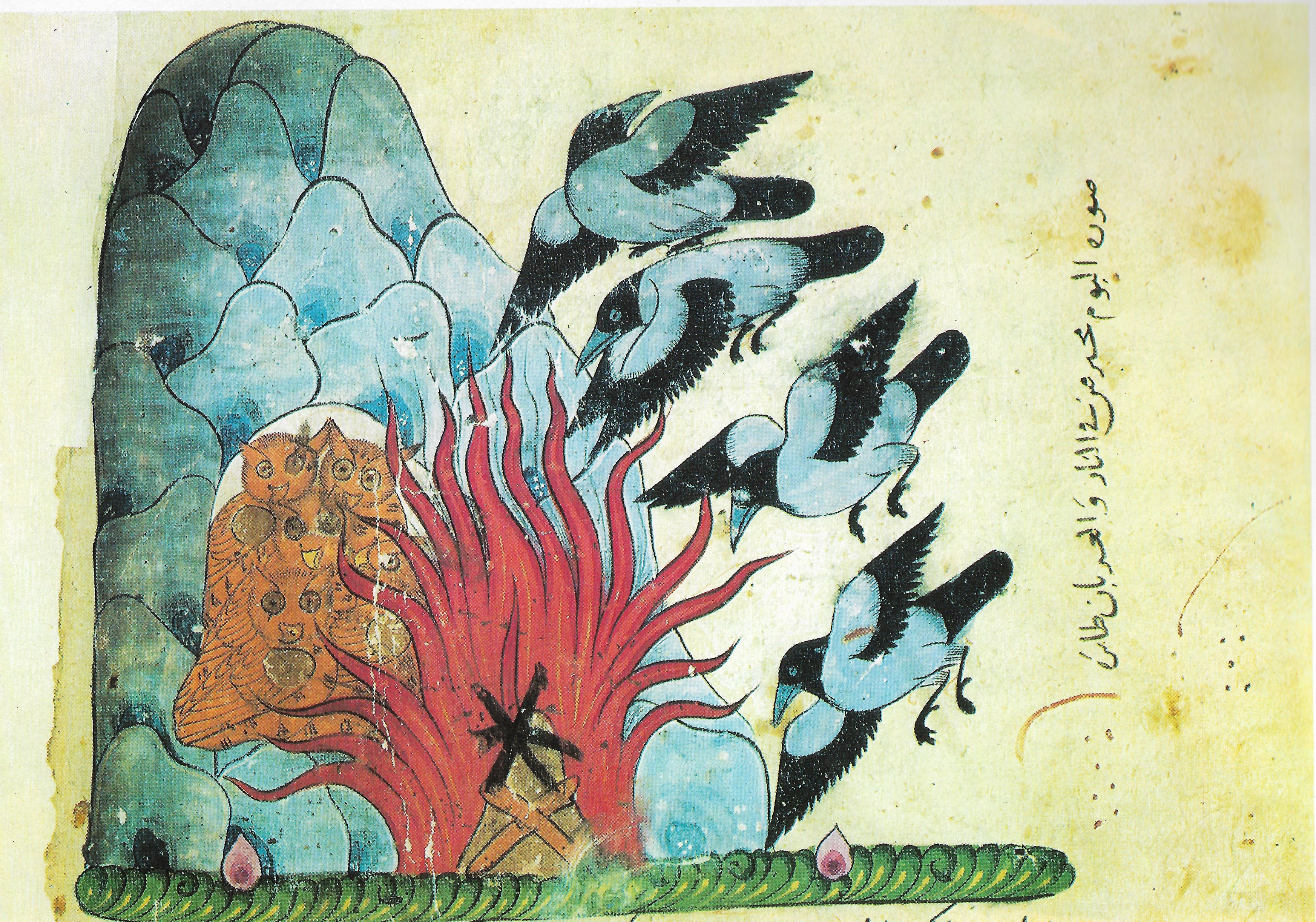
نگاره‌ای از حکایتِ «بوف و زاغ» از کتاب کِلیله و دِمنه با شرحی به زبان عربی متعلق به حوالی سال‌های ۱۳۰۰ تا ۱۳۲۵ میلادی در سرزمین شام. در حکایتِ «بوف و زاغ»، به عنوان تقابلی از نیک و بد، زاغ نماد روز و روشنایی است. برعکس همه تصوراتی که زاغ را نماد ظلمت و سیاهی می‌دانند و بوف نماد شب و ظلمت و شر است. زاغ برای غلبه بر لشکر بوف، نقشه می‌ریزد و با تدبیر سیطرهٔ ظلمتِ بوف را می‌شکند. قصه‌های کَلیله و دِمنه مربوط به دوهزار سال پیش است و تاکنون به بیش از ۲۰۰ زبان ترجمه شده‌است.

پیش‌تر گفتار ابن ندیم پیرامون باب‌های کلیله و دمنه ذکر شد.

### در ترجمهٔ سریانی
در ترجمهٔ سریانی‌ای که از روی متن پهلوی صورت گرفته‌است کلیله و دمنه ده باب است:∗
1. باب شیر و گاو
2. باب کبوتر طوق‌دار
3. باب بوزینه و سنگ‌پشت
4. باب بی‌تدبیری
5. باب موش و گربه
6. باب بوم و زاغ
7. باب شاه و پنزوه
8. باب تورگ (شغال)
9. باب بلاد و برهمنان
10. باب شاه موشان و وزیرانش

### در ترجمهٔ ابن‌مقفّع و نصرالله منشی
در کلیله و دمنهٔ نصرالله منشی، در فصل مقدمهٔ ابن‌مقفّع آمده‌است که کلیله و دمنه پانزده باب است و در اصل کتاب که متعلق به هندیان بوده‌است ۱۰ باب بوده‌است و پارسیان پنج باب دیگر به آن افزوده‌اند.∗ باب‌های با اصل هندی به‌صورت زیر ذکر شده‌است:
1. الأسد و الثَّور
2. الفحص عن امر دمنة
3. الحمامة المطوّقة
4. آلبوم و الغربان
5. الملک و الطّایر فَنزة
6. السِّنَّور و الجُرَذ
7. الاسد و ابن آویٰ
8. القِرْد و السُّلَحْفاة
9. الأسوارِ و اللَّبْوَة
10. الناسک و الضَّیف

باب‌های الحاقی پارسیان از قرار زیر است:
1. برزویة الطبیب
2. الناسَکَ و ابنِ عِرْس
3. البلار و البراهمة
4. السّائِحِ و الصّائِغ
5. ابن المَلِک و أصحابِه

عبدالحسین زرین‌کوب در کتاب دو قرن سکوت از ابوریحان بیرونی نقل می‌کند که:
چون ابن مقفع کلیله و دمنه را از زبان پهلوی به تازی نقل کرد، بابِ برزویه را که در اصل کتاب نبود بر آن افزود تا در عقاید مسلمانان شک و تردید پدیدآورد و آن را برای قبول آیین خویش، که دین مانی بود آماده سازد.

باب‌های تحریرهای مختلف در جدول زیر نشان داده شده‌اند.
| پنچه تنتره              | کلیله و دمنهٔ سریانی | کلیله و دمنهٔ ابن مقفع | کلیله و دمنهٔ نصرالله منشی | کلیله و دمنهٔ محمد بخاری |
| ----------------------- | ------------------- | --------------------- | ------------------------- | ----------------------- |
| جدایی دوستان            | شیر و گاو           | الاسد و الثور         | الاسد و الثور             | شیر و گاو               |
| -                       | -                   | الفحص عن امر دمنة     | بازجست کار دمنه           | کار دمنه که کجا رسید    |
| به‌دست‌آوردن دوستان       | کبوتر طوق‌دار        | حمامة المطوقة         | دوستی کبوتر و زاغ و…      | کبوتر حمایلی و…         |
| جنگ بومان و زاغان       | بوم و زاغ           | آلبوم و الغربان       | بوف و زاغ                 | کلاغان و بومان          |
| ازدست دادن مزایای مکتسب | بی‌تدبیری (؟)        | االقرد و الغیلم       | بوزینه و باخه             | حمدونه و سنگ‌پشت         |

## داستان کلیله و دمنه درشاهنامه فردوسی
بنابر شاهنامهٔ فردوسی در زمان پادشاهی انوشیروان، برزوی جهت یافتن دارویی که مردگان را زنده می‌کرد به هندوستان رفت اما موفق به پیدا شدن آن نشد. برزوی در هندوستان متوجه وجود کتابی ارزشمند در دربار شاه هندوستان شد. شاه هندوستان تنها اجازهٔ خواندن را به او داد. برزوی آن را به خاطر سپرد و به‌مرور آن را جداگانه با نامه به دربار انوشیروان فرستاد که توسط بوذرجمهر جمع‌آوری شد. برزوی از انوشیروان خواست که نام و زحمات و او در آن ابتدای کتاب آورده شود. فردوسی سرگذشت کلیله و دمنه را تا به شعر درآوردن آن را به‌وسیلهٔ رودکی یادآور می‌شود. فردوسی اثر منظوم کلیله و دمنهٔ رودکی را دُرِ آگنده می‌خواند.
شاهنامهٔ فردوسی سرگذشت کلیله و دمنه را پس از به پهلوی ترجمه شدن آن به‌وسیله برزوی پزشک را چنین شرح می‌دهد:
| نبیسنده از کِلک چون خامه کرد |  | ز برزوی یک در سرنامه کرد     |
| نبشتند بر نامهٔ خسروی        |  | نبود آن زمان خط جز از پهلوی  |
| ...                         |  | ...                          |
| کلیله به تازی شد از پهلوی   |  | برین‌سان که اکنون همی‌بشنوی    |
| به تازی همی‌بود تا گاه نصر   |  | بدآنگه که شد در جهان شاه نصر |
| گرانمایه بوالفضل دستور اوی  |  | که اندر سخن بود گنجور اوی    |
| بفرمود تا پارسی و دری       |  | نبشتند و کوتاه شد داوری      |
| وزآن پس چو پیوسته رای آمدش  |  | به دانش خرد رهنمای آمدش      |
| همی‌خواست تا آشکار و نهان    |  | ازو یادگاری بود درجهان       |
| گزارنده را پیش بنشاندند     |  | همه نامه بر رودکی خواندند    |
| بپیوست گویا پراگنده را      |  | بِسُفت اینچنین در آگنده را     |

از دیگر یادکردهای شاهنامهٔ فردوسی از کتاب کلیله و دمنه در شاهنامه زمانی است که جاسوسان خسرو پرویز به او اطلاع می‌دهند که بهرام چوبین، همواره کلیله و دمنه می‌خواند، خسرو پرویز از این غمگین می‌شود و می‌گوید که کلیله و دمنه بهترین مشاور است. و کسی بهتر از این مشاور به یاد ندارد:
| جز از رسم شاهان نراندهمی    |  | همه دفتر دمنه خواندهمی      |
| چنین گفت خسرو به دستور خویش |  | که کاری درازست ما را به پیش |
| چو بهرام بر دشمن اسپ افگند  |  | به‌دریا دل اژدها بشکند       |
| دگر آنکه آیین شاهنشهان      |  | بیاموخت از شهریارِ جهان      |
| سیم کش کلیله‌ست گوید وزیر    |  | چن او رای‌زن کس ندارد به ویر |

## نسخه‌شناسی

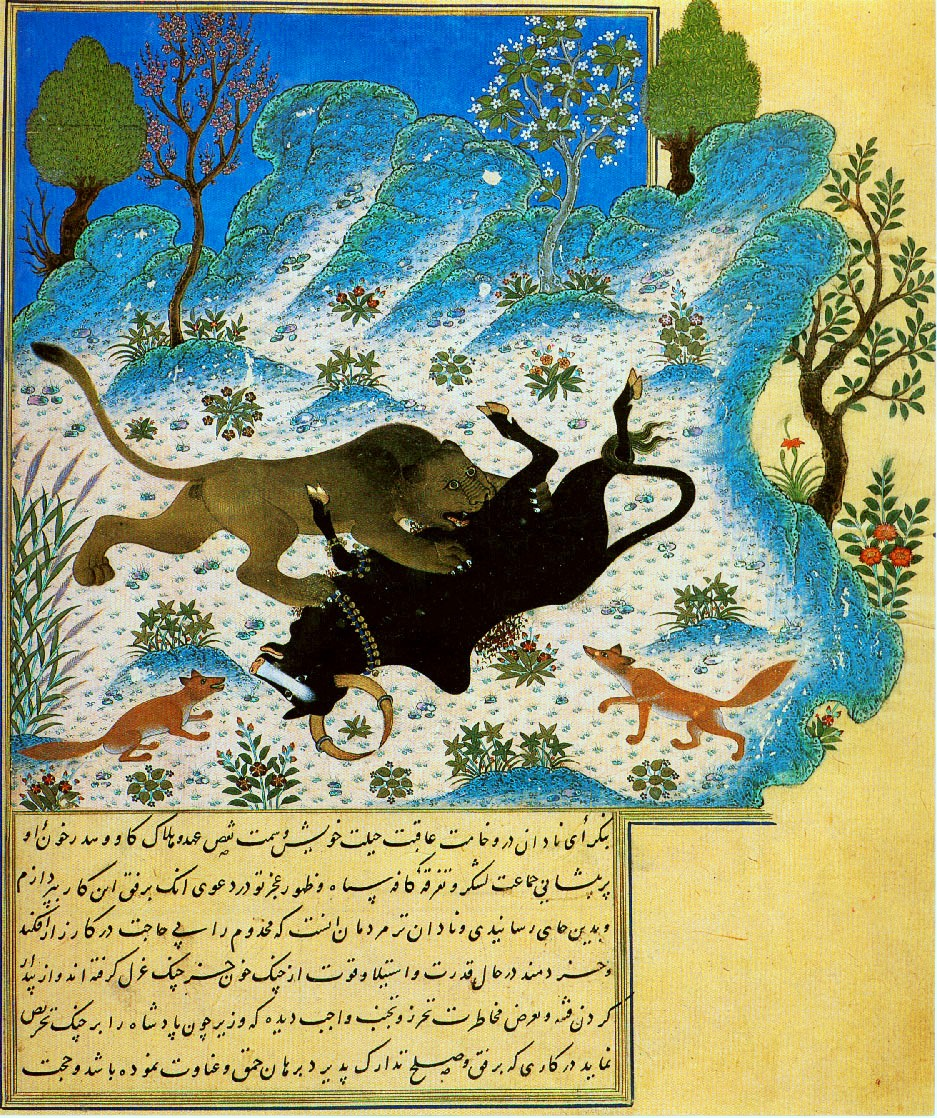
نگارگری ایرانی مکتب هرات از داستان کلیله و دمنه. نسخهٔ کلیله و دمنه بایسنغری کتابت شمس بایسنغری به سال ۸۳۳ قمری. حملهٔ شیر به گاوی به نام شَنزَبه (دو شغال یعنی کلیله و دمنه نیز در صحنه حضور دارند) از باب‌الاسد و الثور. ترکیب زمینهٔ زرین و آسمان آبی‌رنگ به همراه صخره‌های اسفنجی با رنگ‌آمیزی غنی، ویژگی‌های این نقاشی است.

کلیله و دمنه در پاریس به سال ۱۸۱۶م توسط دانشمند دی‌ساسی همراه با معلقه لبید بن ربیعة المخضرم به طبع رسید.
ولف ترجمه کلیله و دمنه به زبان آلمانی را در اشتوتگارت در سال ۱۸۳۷ م منتشر ساخت. این ترجمه مجدداً در سال ۱۸۳۹م منتشر شد.
این کتاب در استراسبورگ آلمان به سال ۱۹۱۲م با مقدمه برزویه و ترجمه نوار او که به طبع رسید.
چاپ‌های دیگری از این کتاب در بولاق ۱۲۴۸، ۱۲۵۱، ۱۲۸۵ ه‍. ق، قاهره ۱۲۹۷، ۱۳۰۵، ۱۳۲۳، ۱۳۴۳ه‍. ق، توسط نشر حلمی طباره و مصطفی المنفوطی به سال ۱۹۲۶م، و توسط نشر محمد حسن المرصفی به سال ۱۹۲۷م، در بیروت در سال‌های ۱۸۷۸، ۱۸۸۲، ۱۸۹۰ ۱۸۹۲م، و غیره صورت گرفته‌است.
ترجمهٔ انگلیسی این اثر در آکسفورد به سال ۱۸۱۹م منتشر شده‌است. فاندیک این ترجمه را بار دیگر در قاهره به سال ۱۹۰۵م منتشر کرده‌است. همچنین ترجمهٔ ایتالیایی درسان ریمو به سال ۱۹۱۰م و ترجمه‌ای به زبان روسی در مسکو ـ لنینگراد در سال ۱۹۳۴م، ترجمه‌ای به زبان فرانسوی به سال ۱۹۳۶م از این کتاب منتشر شده‌است.
چاپ منقح کلیله و دمنه با تصحیح و توضیح مجتبی مینوی تهرانی توسط انتشارات امیرکبیر در ۱۳۴۳ه‍.ش به طبع رسیده‌است.